# Herb Kastylii-La Manchy

Kastylii-La Manchy

Herb Kastylii-La Manchy składa się z dwóch pól; w jednym z nich, na czerwonym tle przedstawiony jest złoty wizerunek zamku, zaś drugie pole jest białe. Zamek jest symbolem Kastylii (od którego wzięła swą nazwę); kolor biały pochodzi od płaszczy noszonych przez krzyżowców.
Jako herb wspólnoty autonomicznej Kastylii-La Manchy przyjęty został 5 lipca 1983 roku.
Herb powstał w 1980 roku, autorem herbu był  Ramon Jose Maldonado y Cocat.